# Aero L-59
Die Aero L-59 Super Albatros ist ein einstrahliges Schulflugzeug des tschechischen Herstellers Aero Vodochody.

## Geschichte
In den 1980er Jahren begann die Entwicklung eines Nachfolgemodells für den erfolgreichen Strahltrainer L-39 Albatros unter der Bezeichnung L-39MS. Vorgaben waren moderne Avionik, ein stärkeres Triebwerk und eine begrenzte Einsatzfähigkeit als leichtes Kampfflugzeug. Gegenüber der L-39 wurde der Rumpf leicht verlängert, die Struktur verstärkt und State-of-the-art-Avionics eingebaut, unter anderem ein Head-up-Display. Weiterhin wurde das Sichtfeld des Fluglehrers verbessert, indem der Flugschüler tiefer im Cockpit positioniert wurde. Beide Crewmitglieder sitzen nun auf 0/0-Schleudersitzen. 1990 begann die Serienfertigung unter der Exportbezeichnung L-59. Am 2. Juli 1992 wurden die ersten L-39MS bei den tschechischen Luftstreitkräften in Dienst gestellt.
Die Einsitzervariante der L-59 wurde zum fortgeschrittenen leichten Kampfflugzeug (Aero L-159 ALCA – englisch Advanced Light Combat Aircraft) weiterentwickelt, aus dem dann wiederum ein zweisitziger Trainer (L-159B, L-159T1) abgeleitet wurde. Die Produktion der L-59 wurde daraufhin eingestellt.

## Technische Daten

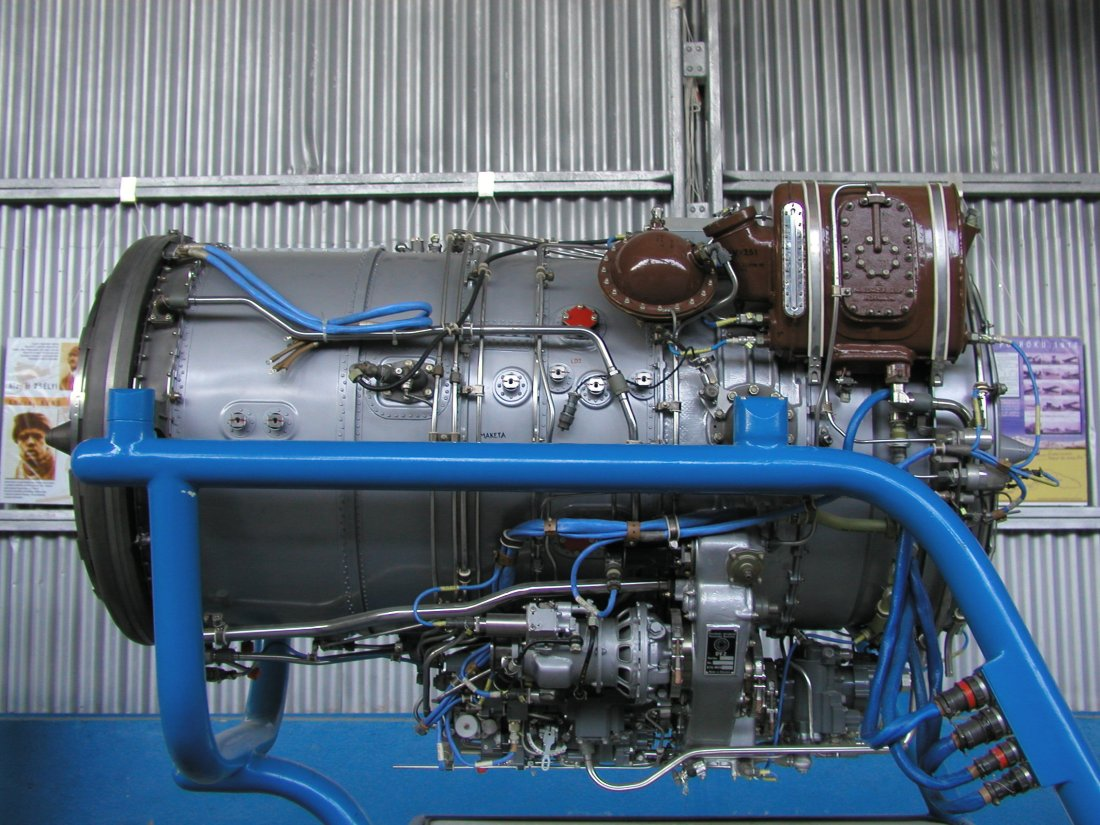
Mantelstromtriebwerk Lotarjow DW-2

| Kenngröße                   | Daten                                                            |
| --------------------------- | ---------------------------------------------------------------- |
| Besatzung                   | 2                                                                |
| Länge                       | 12,20 m                                                          |
| Spannweite                  | 9,54 m                                                           |
| Höhe                        | 4,77 m                                                           |
| Flügelfläche                | 18,8 m²                                                          |
| Flügelstreckung             |                                                                  |
| Nutzlast                    |                                                                  |
| Leermasse                   | 4030 kg (einschließlich Kanonengondel)                           |
| max. Startmasse             |                                                                  |
| Höchstgeschwindigkeit       | 865 km/h in 5000 m Höhe                                          |
| Anfangssteiggeschwindigkeit | 28 m/s                                                           |
| Dienstgipfelhöhe            | 11.800 m                                                         |
| Reichweite                  | 2000 km                                                          |
| Triebwerke                  | 1 × Mantelstromtriebwerk Lotarjow DW-2, 21,57 kN (2200 kp) Schub |

## Bewaffnung
Rohrbewaffnung
adaptierbare Bewaffnung unter dem Rumpfbug
- 1 × Grjasew-Schipunow GSch-23L (9А472) 23-mm-Maschinenkanone in einer Rumpfgondel mit 150 Schuss Munition

bis zu 1.500 kg Kampfmittel an vier externen Unterflügelstationen (500 kg innere, 250 kg äußere Stationen)
Luft-Luft-Lenkflugkörper
- 2 × BD3-60-21U-Startschiene für je 1 × Wympel R-3S / R-13M (AA-2 Atoll) – infrarotgelenkt, selbstzielsuchend für Kurzstrecken

ungelenkte Luft-Boden-Raketen
- 4 × UB-16-57UMP-Raketen-Rohrstartbehälter mit 16 ungelenkten Luft-Boden-Raketen des Typs S-5 im Kaliber 57 mm

Ungelenkte Bomben
- 4 × Basalt FAB-100/OFAB-100 (100-kg-Freifallbombe)
- 4 × Basalt FAB-250 (250-kg-Freifallbombe)
- 2 × Basalt FAB-500 (500-kg-Freifallbombe)

Externe Behälter
- 2 × GUW-9-A-669-Universalbehälter für je eine Grjasew-Schipunow GSch-23L (9А472) 23-mm-Zwillings-Maschinenkanone mit 250 Schuss Munition
- 2 × abwerfbarer Zusatztank für 350 Liter Kerosin

## Nutzer
- Ägypten: Ägyptische Luftstreitkräfte 48 L-59E
- Slowakei: Slowakische Luftstreitkräfte: 2 L-39MS
- Tschechien: Tschechische Streitkräfte: 6 L-39MS (1 Verlust)
- Tunesien: Tunesische Luftstreitkräfte: 12 L-59T